# Campo de Criptana
Campo de Criptana és un municipi de la província de Ciudad Real a la comunitat autònoma de Castella-La Manxa. Limita amb Alcázar de San Juan a l'oest, Tomelloso i Arenales de San Gregorio al sud i Pedro Muñoz a l'est, a Ciudad Real; i amb El Toboso, Miguel Esteban i Quero al nord.

## Demografia
| Evolució demogràfica de Campo de Criptana entre 1900 i 2007 |        |        |        |        |        |        |        |        |        |        |        |
| 1900                                                        | 1910   | 1920   | 1930   | 1940   | 1950   | 1960   | 1970   | 1981   | 1991   | 2001   | 2007   |
| 7.707                                                       | 10.928 | 12.745 | 14.279 | 15.427 | 15.659 | 14.608 | 13.405 | 13.049 | 13.491 | 13.184 | 14.314 |

Font: Dades oficials de l'INE

## Administració
| Període      | Nom de l'alcalde/-essa             | Partit polític | Data de possessió |
| ------------ | ---------------------------------- | -------------- | ----------------- |
| 1979 - 1983  | Antonio González Manzaneque        | UCD            | 19/04/1979        |
| 1983 - 1987  | Ramón García-Casarrubios Quiñones  | UCD            | 28/05/1983        |
| 1987 - 1991  | Joaquín Fuentes Ballesteros        | PSOE           | 30/06/1987        |
| 1991 - 1995  | Joaquín Fuentes Ballesteros        | PSOE           | 15/06/1991        |
| 1995 - 1999  | Joaquín Fuentes Ballesteros        | PSOE           | 17/06/1995        |
| 1999 - 2003  | Joaquín Fuentes Ballesteros        | PSOE           | 03/07/1999        |
| 2003 - 2007  | Santiago Lucas-Torres Lopez-Casero | PP             | 14/06/2003        |
| 2007 - 2011  | Santiago Lucas-Torres Lopez-Casero | PP             | 16/06/2007        |
| 2011 - 2015  | n/d                                | n/d            | 11/06/2011        |
| 2015 - 2019  | n/d                                | n/d            | 13/06/2015        |
| 2019 - 2023  | n/d                                | n/d            | 15/06/2019        |
| Des del 2023 | n/d                                | n/d            | 17/06/2023        |

## Personatges il·lustres
- Domingo Miras, dramaturg.
- Sara Montiel, actriu i cantante

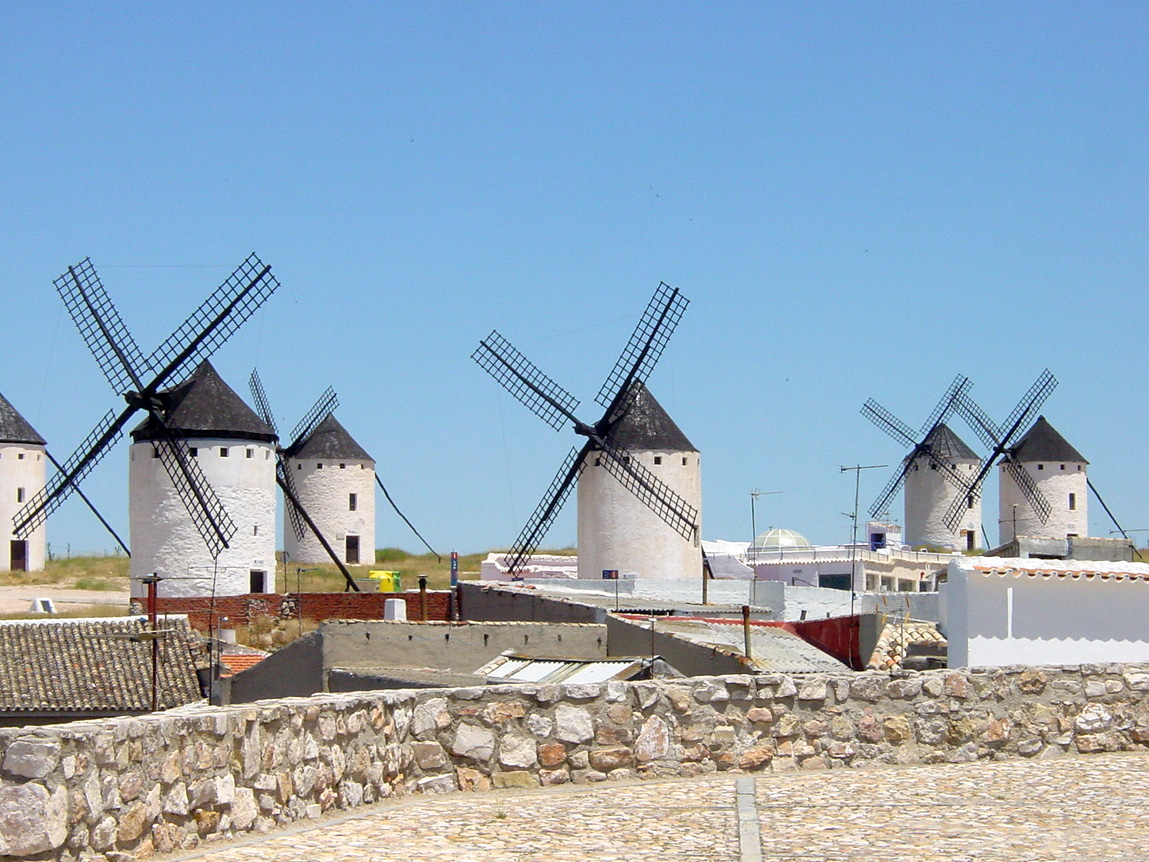
Molins de vent

- Luis Cobos, compositor i director d'orquestra
- Fernando Manzaneque, ciclista professional.
- Manuel Manzaneque, actor i productor teatral i viticultor.
- Fray Miguel de Quirós, matemàtic.
- Valentín Arteaga, poeta.
- Ignacio Calonge y Pérez, historiador.
- Enrique Alarcón Sánchez-Manjavacas, Decorador de cinema.
- Francisco Valbuena, pintor.